# HD 28246
HD 28246，又名CD-44 1546，SAO 216790、HR 1404，是一颗恒星，视星等为6.39，位于銀經249.35，銀緯-44.24，其B1900.0坐标为赤經4h 22m 10.4s，赤緯-44° -44.24′ 23″。